# 前田一郎
前田 一郎（まえだ いちろう、1937年9月26日 - ）は、政治評論家・元NHK解説委員。
和歌山県和歌山市出身。和歌山県立向陽高等学校、早稲田大学政治経済学部政治学科卒業。
1960年NHK入局。政治部次長、解説委員を経て、1996年退職に伴い部外解説委員に就任。その後部外解説委員を外れ、政治評論家となる。
| スタブアイコン | サブスタブ | この項目は、まだ閲覧者の調べものの参照としては役立たない、人物に関連した書きかけの項目です。この項目を加筆・訂正などしてくださる協力者を求めています（P:人物伝/PJ:人物伝）。 |